# Odisee
Hogeschool Odisee is een Vlaamse katholieke hogeschool, lid van de Associatie KU Leuven. Ze ontstond op 1 januari 2014 door de fusie van de Hogeschool-Universiteit Brussel (HUB) met de Katholieke Hogeschool Sint-Lieven (KAHO). De universitaire opleidingen van beide instellingen werden in september 2013 al overgenomen door de KU Leuven.
De hoofdzetel van Odisee bevindt zich in Brussel. De nieuwe naam werd ingevoerd in 2014, bij de start van academiejaar.
De algemeen directeur van Odisee is sinds april 2021 Ann Verreth. Zij is de opvolgster van Joris Rossie (2017-2021), Mia Sas (2015-2017) en Dirk De Ceulaer (2014-2015).

## Geschiedenis
Historisch gezien is deze hogeschool ontstaan uit onder andere de volgende hogescholen:
- EHSAL, Europese Hogeschool Brussel (°2002)
  - EHSAL, Economische Hogeschool Sint-Aloysius (°1925)
  - Katholieke Hogeschool Brussel (°1995)
    - Guardini Instituut voor Pedagogisch Hoger Onderwijs
    - Hogeschool Sint-Thomas
    - Hogeschool voor Verpleegkunde en Kinesitherapie (HIVEK)

  - IRIS Hogeschool Brussel
- Katholieke Hogeschool Sint-Lieven (KAHO, 1995-2013), zelf ontstaan uit 8 hogescholen, met vestigingen in Gent, Aalst en Sint-Niklaas

Wanneer in 2013 de academische opleidingen zoals onder andere de Master Handelswetenschappen van de HUB-EHSAL toegevoegd werden aan de KU Leuven, moest de hogeschool door het verlies van deze masteropleidingen op zoek naar een andere partner. Een fusie met de Brusselse Erasmushogeschool lag voor de hand, maar was niet mogelijk omwille van strikte afspraken binnen de associatie KU Leuven. HUB-EHSAL fuseerde op 1 januari 2014 officieel met de Oost-Vlaamse hogeschool Katholieke Hogeschool Sint-Lieven, waarmee het in 2009 al een samenwerkingsverband had afgesloten.
In 2023 werd bekendgemaakt dat Odisee gaat samenwerken met de Arteveldehogeschool.
In 2024 verhuisde de bachelor lerarenopleiding secundair onderwijs van Brussel naar Dilbeek.

## Opleidingen en campussen
Hogeschool Odisee biedt 26 professionele bacheloropleidingen en 12 graduaatsopleidingen aan, naast diverse banaba-opleidingen, postgraduaten, navormingen en bijscholingen. Alle opleidingen situeren zich binnen de volgende 7 interessegebieden:
1. Business en Management
2. Digital
3. Gezondheid en Zorg
4. Landbouw, Voeding en Milieu
5. Lerarenopleidingen
6. Mens en Samenleving
7. Technologie en Wetenschap

Hieronder volgt een overzicht van de bachelor- en graduaatsopleidingen die aan de hogeschool Odisee kunnen gevolgd worden:
- Bachelor Agro- en Biotechnologie
- Bachelor Bedrijfsmanagement

- Bachelor Biomedische Laboratoriumtechnologie
- Bachelor Bouw
- Bachelor Business Management
- Bachelor Chemie
- Bachelor Elektromechanica
- Bachelor Elektronika-ICT
- Bachelor Ergotherapie
- Bachelor Energietechnologie

- Bachelor Gezinswetenschappen
- Bachelor Human Resources Management
- Bachelor Medische Beeldvorming en Radiotherapie
- Bachelor Ontwerp- en Productietechnologie
- Bachelor Oogzorg
- Bachelor Organisatie en Management
- Bachelor Orthopedagogie
- Bachelor Sociaal Werk

- Bachelor Toegepaste Informatica
- Bachelor Vastgoed
- Bachelor Verpleegkunde
- Bachelor Voedings- en Dieetkunde
- Bachelor Vroedkunde
- Educatieve Bachelor Kleuteronderwijs
- Educatieve Bachelor Lager Onderwijs
- Educatieve Bachelor Secundair Onderwijs

- Graduaat Accounting Administration
- Graduaat Basisverpleegkunde (voorheen HBO5 – samen met partnerscholen)
- Graduaat Elektromechanische Systemen
- Graduaat Hernieuwbare Energiesystemen
- Graduaat Maatschappelijk Werk
- Graduaat Marketing- en Communicatiesupport
- Graduaat Orthopedagogische Begeleiding (vanaf september 2025, onder voorbehoud van goedkeuring door de bevoegde accreditatieorganisatie)
- Graduaat Programmeren
- Graduaat Sales Support
- Graduaat Systeem- en Netwerkbeheer
- Graduaat Werforganisatie
- Educatief Graduaat Secundair Onderwijs

Hogeschool Odisee heeft campussen in 6 verschillende steden: Aalst, Brussel, Dilbeek, Gent, Schaarbeek en Sint-Niklaas.